# Calverton (Buckinghamshire)
Pour les articles homonymes, voir Calverton.
Calverton est une paroisse civile du Buckinghamshire, en Angleterre.